# 張燕卿

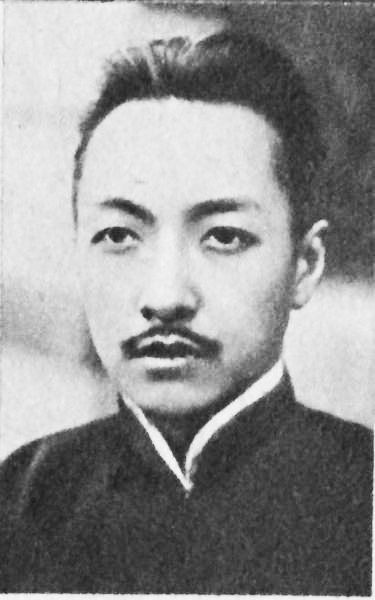

张燕卿（1898年—1969年），字耐甫，直隷省天津府南皮县人，中華民国、满洲国的政治人物。晚清名臣張之洞之子，弟張仁蠡。

## 生平
張燕卿早年从青島特別高等学校毕业，赴日本留学。在學習院文科学习，1920年（民国9年）毕业。
1922年（民国11年），任奉天省復县（現在的瓦房店市）知事。1924年（民国13年），他任直隷省正定县知事。翌年，他任天津县知事，兼任直隷全省官产处坐办。1926年（民国15年），他任天津市特別区市政管理局局長、直隷省石門警察厅厅長。翌年，任交通部参事、東北边防軍駐吉林副司令官公署秘書。
1931年（民国20年），历任長春市政籌備处处長、吉林省实业厅厅長。此后，張燕卿参加满洲国建国活動。1932年（民国21年）2月，建国最高会議召开，張作为熙洽的代理人出席。張强力主张帝制，同主张采用立憲共和制的臧式毅发生对立。
1932年（大同元年）3月，張燕卿任满洲国執政府内務官兼实业部总長（後任该部大臣）。7月，他任協和会理事長。1935年（康德2年）5月，他任外交大臣。1937年（康德4年）5月，他辞任大臣。筹建中华民国新民会，任副会長。
滿洲國垮台後，張燕卿流亡日本，獲得黑龍會領導人頭山滿的心腹南部圭助的庇護。在1965年，張燕卿擔任亞東工商協會幹事。1969年，在東京都逝世。終年71歲。

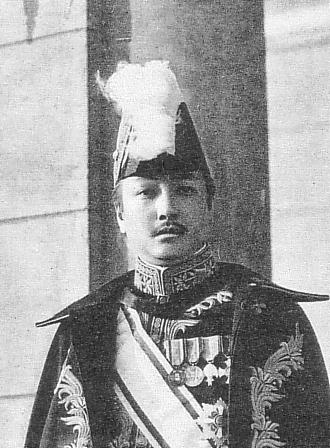
盛装的張燕卿